# 閻浮樹

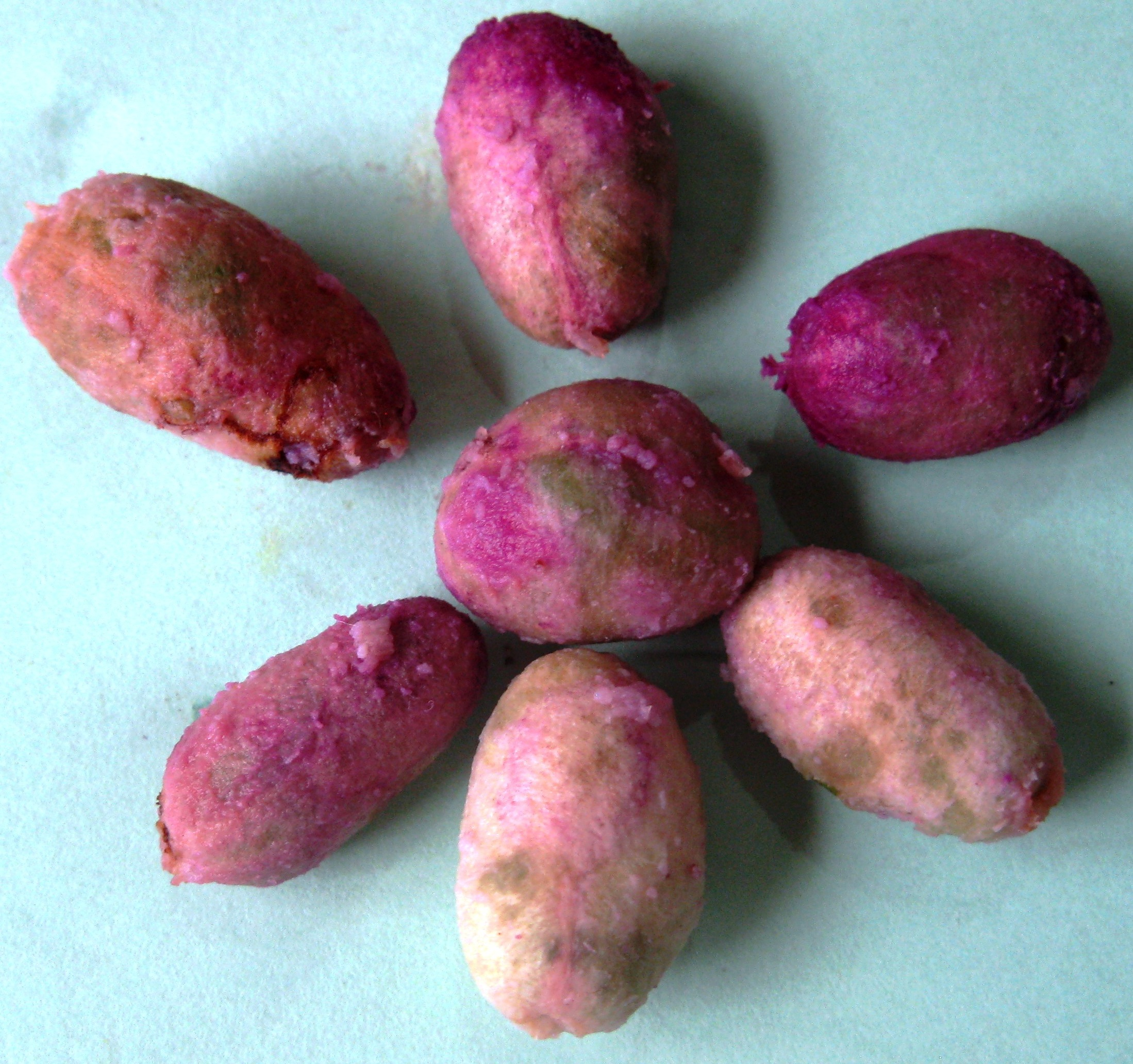
閻浮樹 种子

閻浮樹（学名：Syzygium cumini），为桃金娘科蒲桃屬，又名肯氏蒲桃、海南蒲桃（广州植物志、海南植物志）、堇寶蓮、乌墨、鳥木、乌楣、印度藍莓、印度黑莓等，分布于南亚及东南亚。

## 形态
屬多年生喬木，生长缓慢，樹長可至三十公尺，树龄可超过100岁，葉闊橢圓形，對生。花白，芳香。漿果大如雀卵，熟時為紫色或黑色，略酸。
- 閻浮樹
- 閻浮樹花
- 閻浮樹果實
- 於班加羅爾出售的成熟乌墨

## 分布
本种分布於南亞及东南亚亞熱帶及熱帶地區，包括印度、印度尼西亚、澳大利亚、中南半岛、马来西亚、台湾以至於中國大陆南部及東南沿海如雲南、廣東、福建一帶。
生长于海拔190米至1,800米的地区，多生长在平地次生林和荒地上。

## 文化

### 佛教
相傳釋迦牟尼未出家前，曾在閻浮樹下沈思，後決定出家學道，因此為佛教聖樹之一。
南贍部洲因為盛產此樹而得名。